# آباستوس پروتنسوس
آباستوس پروتنسوس (نام علمی: Abacetus protensus) نام یک گونه از تیره سوسک‌های زمینی است.